# Wereldbeker schaatsen 2016/2017 - Wereldbeker 3
De wereldbeker schaatsen 2016/2017 wereldbeker 3 was de derde wedstrijd van het wereldbekerseizoen die van 2 tot en met 4 december 2016 plaatsvond in het Sportpaleis Alau in Astana, Kazachstan.
Veel Nederlandse en internationale toppers lieten deze wedstrijden schieten. Onder andere Sven Kramer, Jorrit Bergsma, Kjeld Nuis, Ireen Wüst, Bart Swings, Heather Bergsma, Nao Kodaira waren er dit weekend in Kazachstan niet bij. Op de 5000 meter mannen waren de eerste twee van de B-groep (Jan Blokhuijsen in 6.19,31 en Evert Hoolwerf in 6.19,40) sneller dan de winnaar van de A-groep (Peter Michael in 6.21,58). Het bleek uiteindelijk een weekend te worden met veel verrassende uitslagen, Dai Dai Ntab, Vincent De Haître, Peter Michael en Miho Takagi wonnen hun eerste (individuele) wereldbekerwedstrijd. Michael was bovendien de eerste langebaanschaatser van het zuidelijk halfrond die een dergelijke grote wedstrijd won.

## Tijdschema
| Datum               | Tijd (Kazachstan) | Tijd (MET) | Onderdeel                                                                                             |
| ------------------- | ----------------- | ---------- | --- |
| Vrijdag 2 december  | 19:00             | 14:00      | 3000 m vrouwen 1e 500 m vrouwen 5000 m mannen                                                         |
| Zaterdag 3 december | 17:15             | 12:15      | 1e 500 m mannen 1000 m vrouwen 1000 m mannen ploegenachtervolging vrouwen ploegenachtervolging mannen |
| Zondag 4 december   | 18:30             | 13:30      | 2e 500 m vrouwen 2e 500 m mannen 1500 m vrouwen 1500 m mannen massastart vrouwen massastart mannen    |

## Podia

### Mannen
| Wedstrijd            | Goud                                                   | Tijd     | Zilver                                               | Tijd    | Brons                                                   | Tijd    |
| 1e 500 m             | Dai Dai Ntab Nederland                                 | 34,52 BR | Roeslan Moerasjov Rusland                            | 34,57   | Pavel Koelizjnikov Rusland                              | 34,61   |
| 2e 500 m             | Roeslan Moerasjov Rusland                              | 34,52 BR | Pavel Koelizjnikov Rusland                           | 34,59   | Artur Waś Polen                                         | 34,68   |
| 1000 m               | Vincent De Haître Canada                               | 1.08,90  | Pavel Koelizjnikov Rusland                           | 1.08,98 | Takuro Oda Japan                                        | 1.09,06 |
| 1500 m               | Denis Joeskov Rusland                                  | 1.45,50  | Shota Nakamura Japan                                 | 1.46,24 | Joey Mantia Verenigde Staten                            | 1.46,54 |
| 5000 m               | Peter Michael Nieuw-Zeeland                            | 6.21,58  | Patrick Beckert Duitsland                            | 6.22,09 | Ted-Jan Bloemen Canada                                  | 6.22,82 |
| Massastart           | Andrea Giovannini Italië                               | 7.31,57  | Evert Hoolwerf Nederland                             | 7.34,28 | Lee Seung-hoon Zuid-Korea                               | 7.34,79 |
| Ploegenachtervolging | Japan Shota Nakamura Ryosuke Tsuchiya Shane Williamson | 3.44,10  | Canada Jordan Belchos Ted-Jan Bloemen Denny Morrison | 3.44,95 | Polen Zbigniew Bródka Konrad Niedźwiedzki Jan Szymański | 3.45,04 |

### Vrouwen
| Wedstrijd            | Goud                                          | Tijd       | Zilver                                                      | Tijd    | Brons                                                  | Tijd    |
| 1e 500 m             | Yu Jing China                                 | 37,85      | Zhang Hong China                                            | 37,87   | Lee Sang-hwa Zuid-Korea                                | 37,97   |
| 2e 500 m             | Yu Jing China                                 | 37,64      | Maki Tsuji Japan                                            | 37,82   | Erina Kamiya Japan                                     | 37,88   |
| 1000 m               | Miho Takagi Japan                             | 1.15,25    | Jorien ter Mors Nederland                                   | 1.15,36 | Marrit Leenstra Nederland                              | 1.15,82 |
| 1500 m               | Miho Takagi Japan                             | 1.56,36    | Marrit Leenstra Nederland                                   | 1.56,89 | Jorien ter Mors Nederland                              | 1.57,28 |
| 3000 m               | Martina Sáblíková Tsjechië                    | 4.02,90 BR | Anna Joerakova Rusland                                      | 4.03,84 | Miho Takagi Japan                                      | 4.05,68 |
| Massastart           | Ivanie Blondin Canada                         | 8.29,28    | Nana Takagi Japan                                           | 8.29,46 | Kim Bo-reum Zuid-Korea                                 | 8.29,51 |
| Ploegenachtervolging | Japan Misaki Oshigiri Miho Takagi Nana Takagi | 2.57,75 BR | Nederland Antoinette de Jong Marrit Leenstra Linda de Vries | 3.02,52 | Rusland Olga Graf Jelizaveta Kazelina Natalja Voronina | 3.02,78 |